# Léon Hennique
Léon Hennique (Basse-Terre, 4 novembre 1850 – Parigi, 25 dicembre 1935) è stato uno scrittore e drammaturgo francese naturalista e amico di Émile Zola fino al momento dell'affaire Dreyfus.

## Biografia
Nato in Guadalupa, figlio del generale di brigata Agathon Hennique (1810-1870) e fratello di due capitani di fregata, si interessò piuttosto di letteratura e di pittura (che ha studiato, per poi abbandonare dopo il 1870).
Amico di Émile Zola, se ne distacca al momento dell'affaire Dreyfus, quando prende posizione contraria al Je accuse del primo.
Esecutore testamentario di Alphonse Daudet e di Edmond de Goncourt, aiuterà a fondare l'Académie Goncourt, di cui sarà presidente dal 1907 al 1912.
Partecipò con la novella L'Affaire du grand 7 alla raccolta Les Soirées de Médan (1880), volume collettaneo che contiene anche racconti di Émile Zola, Guy de Maupassant, Joris-Karl Huysmans, Henry Céard e Paul Alexis.

## Opere
Narrativa
- La Dévouée: les héros modernes (1878) Testo in francese
- Élisabeth Couronneau (1879)
- Deux nouvelles: les Funérailles de Francine Cloarec et Benjamin Rozes,  a cura di Henry Kistemaeckers, Bruxelles (1881)
- L'Accident de M. Hébert (1883)
- Pœuf (1887)
- Un caractère (1889): trad. di Silvana Tondi, Liguori, Napoli 1980 ISBN 88-207-0993-7 Testo in francese
- Minnie Brandon (1907)

Teatro
- L'Empereur Dassoucy, commedia in tre atti, in collaborazione con Georges Godde, Paris, Théâtre de Cluny, 2 marzo 1879
- Pierrot sceptique, pantomime, in collaborazione con Joris-Karl Huysmans (1881) Testo in francese
- Jacques Damour, atto unico tratto da una novella di Émile Zola, Paris, Théâtre de l'Odéon, 22 settembre 1887
- Esther Brandès, in 3 atti (1887)
- La Mort du duc d'Enghien, en trois tableaux, Paris, Théâtre-Libre, 10 dicembre 1888 Testo in francese
- Amour, dramma storico (1890)
- La Menteuse, in tre atti, in collaborazione con Alphonse Daudet, Paris, Théâtre du Gymnase, 4 febbraio 1892
- L'Argent d'autrui, commedia in 5 atti, Paris, Théâtre de l'Odéon, 9 febbraio 1893
- Deux patries, drame en 5 tableaux, dont un prologue, Paris, Théâtre de l'Ambigu-Comique, 16 marzo 1895
- La Petite Paroisse (1895), in 4 atti e 6 quadri scenici, in collaborazione con Alphonse Daudet, Théâtre Antoine, 21 gennaio 1901
- Le Songe d'une nuit d'hiver: pantomime inédite (1903)
- Jarnac, dramma storico in 5 atti, in collaborazione con Johannès Gravier, Paris, Théâtre de l'Odéon, 17 novembre 1909